# 김우경 (축구 선수)
김우경(한국 한자: 金祐經, 1991년 12월 4일 ~ )은 대한민국의 전 축구 선수이며, 포지션은 미드필더였다.